# Historia de la farmacia en España

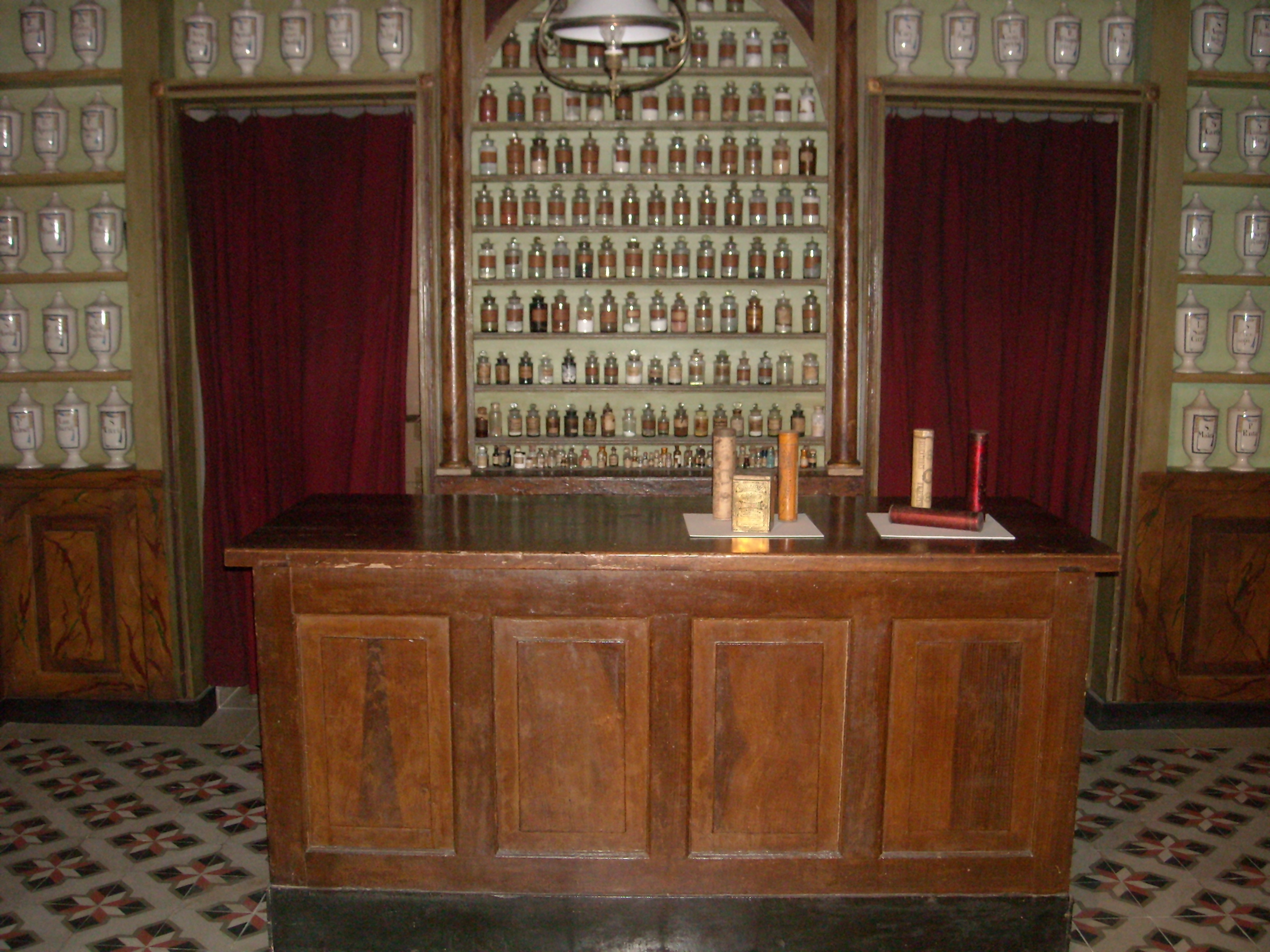
Antigua farmacia Balvey en Cardedeu

La historia de la farmacia en España muestra la evolución de la farmacia como ciencia, y el desarrollo de los estudios y actividad profesional de los farmacéuticos españoles. 

## Antecedentes históricos

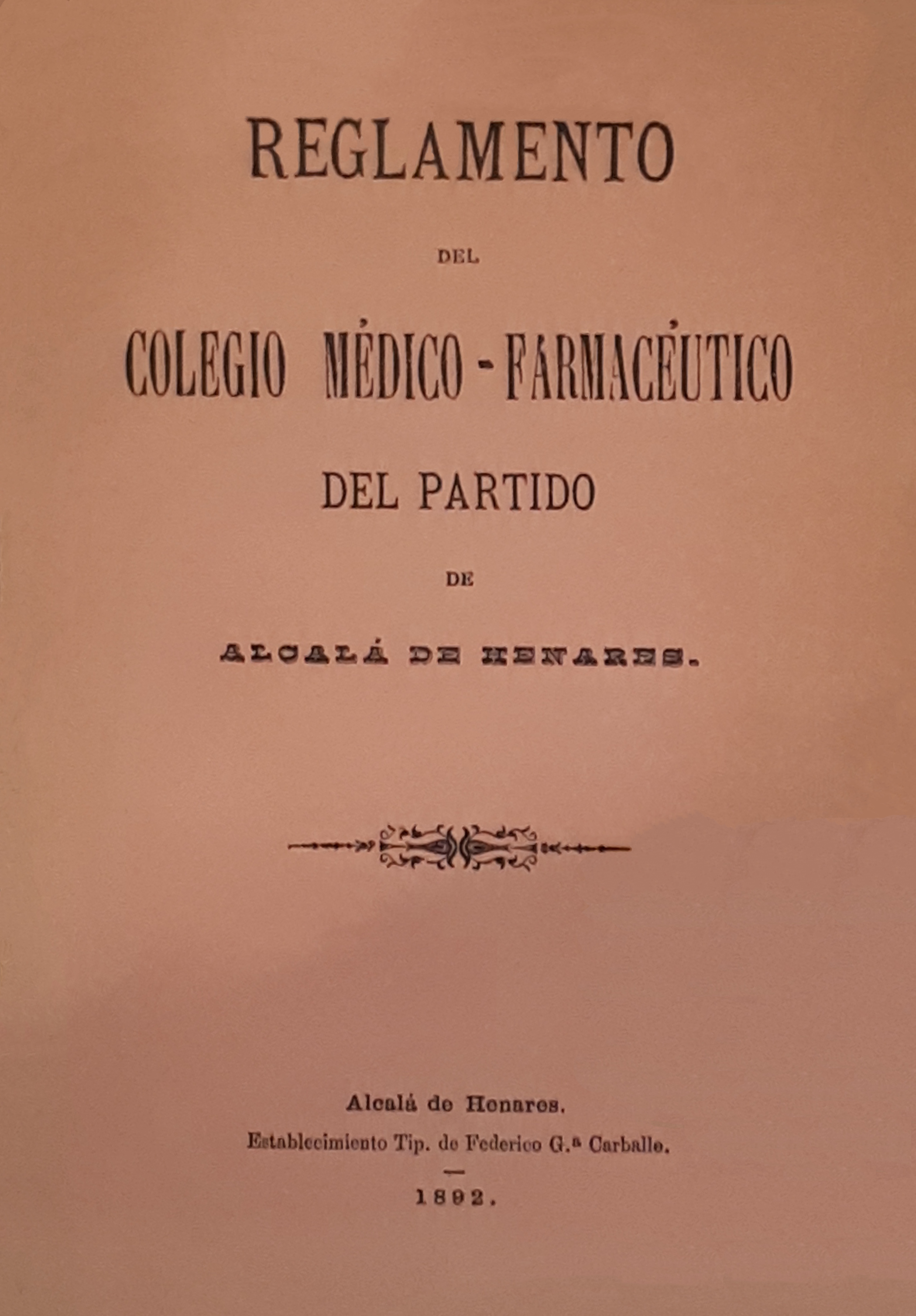
Reglamento del Colegio Médico-Farmacéutico del partido de Alcalá de Henares (1892)

La farmacia en España sigue en paralelo una evolución similar a la del resto de los países europeos. Con una estrecha relación con la medicina, con la que llegó a compartir colegios profesionales entre los siglos XIX y XX.

## Historia contemporánea
Durante la II República Española, la bioquímica fue protagonizada e impulsada por farmacéuticos y médicos españoles (incluso a nivel mundial).

### Estudios universitarios
Los farmacéuticos en la primera mitad del siglo XX, que enseñaban Farmacia en las facultades, solían tener dobles licenciaturas: Farmacia-Ciencias Naturales (botánica), Farmacia-Ciencias Químicas (esta era la más frecuente por el alto contenido de materias comunes) aunque también había farmacéuticos dedicados a la galénica. Estos farmacéuticos estudiaron con el plan de 1886 (que duró 50 años). La licenciatura constaba de cinco cursos: el preparatorio que se cursaba en una Facultad de Ciencias y se estudiaba Ampliación de Física, Mineralogía y Botánica, Química general y Zoología.
- Primer curso de Farmacia.- Instrumentos y aparatos de Física aplicados a la Farmacia, Mineralogía Aplicada, y Zoología Aplicada.
- Segundo curso de Farmacia.- Botánica descriptiva y determinación de plantas medicinales, Química Inorgánica aplicada a Farmacia.
- Tercer curso de Farmacia.- Materia farmacéutica vegetal, y Química Orgánica aplicada a la Farmacia.
- Cuarto curso de Farmacia.- Análisis Químico y en particular de los alimentos, medicamentos y venenos, y Farmacia práctica o galénica, Legislación relativa a la Farmacia, y Prácticas de Materia animal, mineral y vegetal.
- Curso de doctorado.- Se estudiaba Química biológica con su análisis, e historia crítica de la Farmacia, y bibliografía farmacéutica. Era obligatorio realizar prácticas para obtener el doctorado y defender una tesis de investigación.

Desde finales del siglo XIX el farmacéutico avanzado tiene detrás del mostrador, no una rebotica amable y acogedora, capaz de albergar agradables tertulias más o menos científicas, sino un auténtico laboratorio químico-farmacéutico donde puede con toda solvencia preparar nuevos medicamentos. Otros farmacéuticos se salen de la oficina de farmacia para crear laboratorios independientes. Posteriormente será la industria farmacéutica la que prepare los nuevos medicamentos relegando la actividad galénica de los farmacéuticos de Oficina de Farmacia a una importante decadencia durante el siglo XX.
La química era fundamentalmente química orgánica aplicada a la Farmacia y la botánica era una farmacognosia y fitoquímica. Tuvo un enorme impulso la Química Biológica por varios farmacéuticos que fueron pioneros en incorporarla y desarrollarla en sus planes de estudios como curso obligatorio de doctorado (antes que los químicos, biólogos e incluso médicos).
En la primera mitad del siglo XX los farmacéuticos españoles llegaron a alcanzar niveles muy elevados en campos como la Botánica y la Farmacognosia, la Bioquímica y la Nutrición, la Química Orgánica y la Farmacia Galénica. El máximo interés para los farmacéuticos españoles fue sin duda la Química Biológica (Bioquímica) donde fueron líderes en su implantación en los planes de estudio de Farmacia (y más tarde de Ciencias Químicas, Naturales y Medicina). Sin embargo, el golpe de Estado militar y la posterior guerra civil española (1936-1939) truncaron con las posibilidades de desarrollo de la Farmacia Española. Muchos de los farmacéuticos exiliados contribuyeron a mejorar el nivel científico farmacéutico de no pocos países latinoamericanos.
Los farmacéuticos españoles no se interesaron demasiado, durante la primera mitad del siglo XX, por disciplinas como la farmacología experimental, que de hecho era incipiente en aquella época. La farmacología sí que fue una disciplina que tuvo un gran desarrollo junto con la fisiología en las facultades de Medicina. Fue decisivo el impulso que le dio a la misma don Teófilo Hernando Ortega (n. 1881, Torreadrada, Segovia) catedrático de terapéutica de la facultad de Medicina de Madrid y Juan Negrín, fisiólogo de prestigio y personaje político de la II República Española y la guerra civil. Varios médicos farmacólogos brillantes se tuvieron que exiliar a otros países (Estados Unidos, México, etc). Se considera a Teófilo Hernando el padre de la Farmacología clínica española. Se exilió a Francia, pero volvió a España para ejercer la medicina clínica, aunque nunca volvió a ejercer la docencia.
En 1944 hubo una reestructuración de los planes de estudio de Farmacia, dando lugar a una carrera de seis años (al igual que los licenciados en Medicina) aunque luego en 1965 volvió a ser de cinco años. Se consolidaba una formación con una sólida base científica (se introduce la asignatura de Química Farmacéutica separada de la Química Orgánica de primeros cursos, la Microbiología y la Higiene, la Fisiología Vegetal y se considera a la Bioquímica como troncal y no sólo de curso de doctorado).
La farmacia española no empezaría a recuperarse hasta bien entrada la década de los años 60, bien por el exilio exterior o el interior de sus protagonistas.
En el año 1973 se introduce la farmacología (se llamaba Farmacodinamia), la toxicología, la fisiología, la Química Farmacéutica y la biofarmacia y farmacocinética (en algunas facultades se daba en lugar o con el nombre de farmacia galénica especial) en el plan de estudios de Farmacia. No obstante, durante la década de los 60 algunos farmacéuticos ya se habían especializado en farmacología (destacan Joaquín del Río o Francisco Zaragozá, entre otros) que han desarrollado fructíferas carreras científicas en instituciones vinculadas al CSIC o a la universidad en el área de la farmacología. Por otra parte, varios profesores de Farmacia se convierten en líderes académicos de las enseñanzas de la farmacocinética y biofarmacia (José María Plá Delfina, José Doménech Berrozpe, Rafael Cadórniga, etc.). Se ponen las bases para el desarrollo científico de la farmacia hospitalaria y la farmacia clínica. Un farmacéutico que tuvo gran influencia política en el desarrollo de la Farmacia durante la democracia fue Juan Manuel Reol Tejada (fue el primer director general de Farmacia del Ministerio de Sanidad en un gobierno democrático y farmacéutico muy activo en la Real Academia de Farmacia y miembro del Club de Roma). Uno de los grandes impulsores de la farmacia clínica en los hospitales fue Joaquím Bonal (que fue jefe del servicio de farmacia del Hospital Sant Pau i Santa Creu de Barcelona, y director general de Farmacia y Productos Sanitarios). Distinguidos profesores de farmacia y tecnología farmacéutica (nombre actual de los departamentos de Farmacia Galénica) como por ejemplo Alfonso Domínguez-Gil Hurlé lideran la aplicación de la farmacocinética y biofarmacia a la práctica de la farmacia hospitalaria, dotando de alto contenido científico a la práctica de la misma. Los farmacéuticos entraban de lleno en áreas de la farmacología, hasta entonces poco exploradas por ellos.

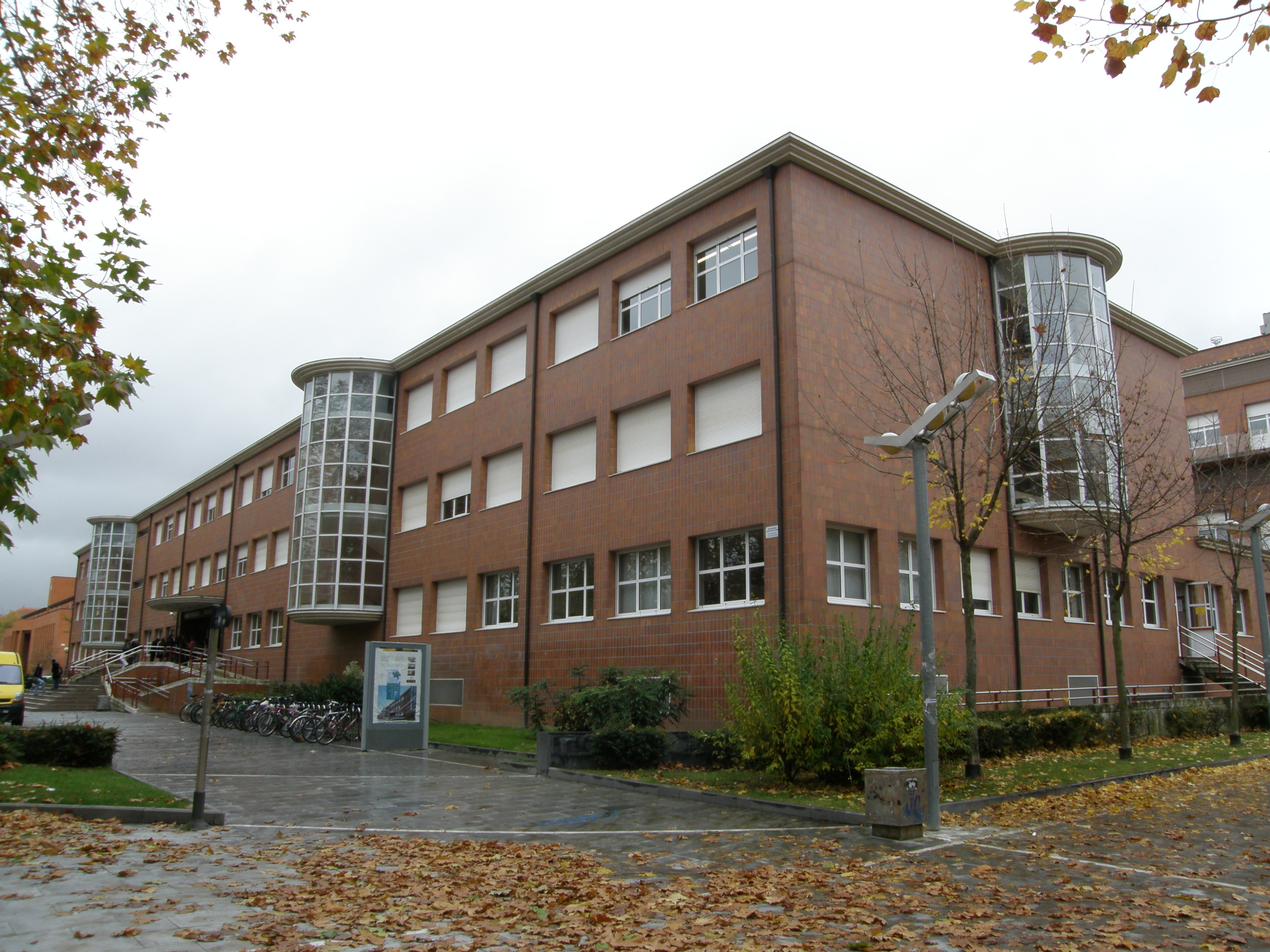
Facultad de Farmacia de Vitoria (Álava - España)

Como iniciativa propia y con el impulso del profesor Eduardo L. Mariño, catedrático de farmacia galénica, en el BOE de 1993 aparece por primera vez, en la Universidad de Barcelona, dentro de los planes de estudios homologados la asignatura "Farmacia clínica y farmacoterapia", para ser cursada por todos los alumnos de la licenciatura de farmacia.
En el plan de estudios de 1998 se generaliza la farmacia clínica como asignatura de pregrado, así como la troncalidad de asignaturas como anatomía humana, fisiopatología humana, genética molecular e inmunología; y se potencian la farmacología, farmacia galénica (incluida la biofarmacia), y la química farmacéutica. Además, se introduce un período de prácticas tuteladas, de seis meses de duración, en servicios de farmacia hospitalaria u oficinas de farmacia (acreditadas) el cual sirve aplicación e introducción a la práctica de la farmacia clínica y/o la atención farmacéutica.
Por tanto, ya desde 1973 y, sobre todo, desde la década de los 90, los farmacéuticos reciben una sólida base biomédica, para conocer bien el efecto de los medicamentos sobre el organismo, y el del organismo sobre los medicamentos, manteniendo el conocimiento sobre los medicamentos en sí mismos.
Hacia finales del s. XX varios farmacéuticos despuntan en áreas relacionadas como la bioquímica y biología molecular (Joan Massagué, Julio Rodríguez Villanueva), la microbiología (Rafael Sentandreu, César Nombela), la biología celular y molecular (Juan Carlos Izpisúa, José Ramón Naranjo), la farmacología experimental (Fernando Gago, Julio Cortijo, Eva Delpón) entre muchos otros y en la política sanitaria (Federico Mayor Zaragoza).
Tanto en áreas biomédicas relacionadas como la Bioquímica, la Biología Celular, la Biología Molecular y la Microbiología (donde la carrera de Farmacia, sobre todo a partir de los años 70 prepara excelentemente a los farmacéuticos) como en la Ciencia y Práctica Farmacéuticas (la Farmacología, la Biofarmacia y Farmacocinética, la Tecnología Farmacéutica y la Farmacia clínica) un nutrido grupo de farmacéuticos alcanzan niveles profesionales muy destacados.

### Servicios farmacéuticos
En 1919 se reguló la venta de las especialidades farmacéuticas y cinco años más tarde se decidió desregularlas. Ello provocó fuertes enfrentamientos entre detractores y defensores de que la oficina de farmacia era la única adecuada para vender medicamentos. Este debate se ha reabierto en la actualidad.
La oficina de farmacia pasa a convertirse en un pequeño comercio, donde prima la venta de productos sobre la actividad profesional del farmacéutico. Ello ha llegado a evidenciar una desproporción enorme entre la capacitación y formación científica del farmacéutico en relación con su actividad oficinal.
Otra evidencia de la crisis profesional de la Farmacia es el hecho, más tarde, en 1967 algunos pioneros de la farmacia hospitalaria, como por ejemplo José María Suñé y Ruiz Jarabo, intentaron regularizar la presencia de farmacias en todos los hospitales, ello provocó una reacción en contra del Consejo General de Colegios Oficiales de Farmacéuticos de la época. Ya en los 70 finalmente, se exigió por ley la creación de los servicios farmacéutico jerarquizados en los hospitales de la seguridad social.
Ante tal situación profesional de la Farmacia los Colegios Oficiales de Farmacéuticos ejercieron y ejercen una presión en conseguir que la oficina de farmacia sea considerada como un elemento clave en la cadena de valor del medicamento (hasta hoy en día el farmacéutico de oficina ingresa un porcentaje de los medicamentos que vende; a diferencia de los farmacéuticos hospitalarios que son asalariados (estatutarios) al igual que los médicos hospitalarios).

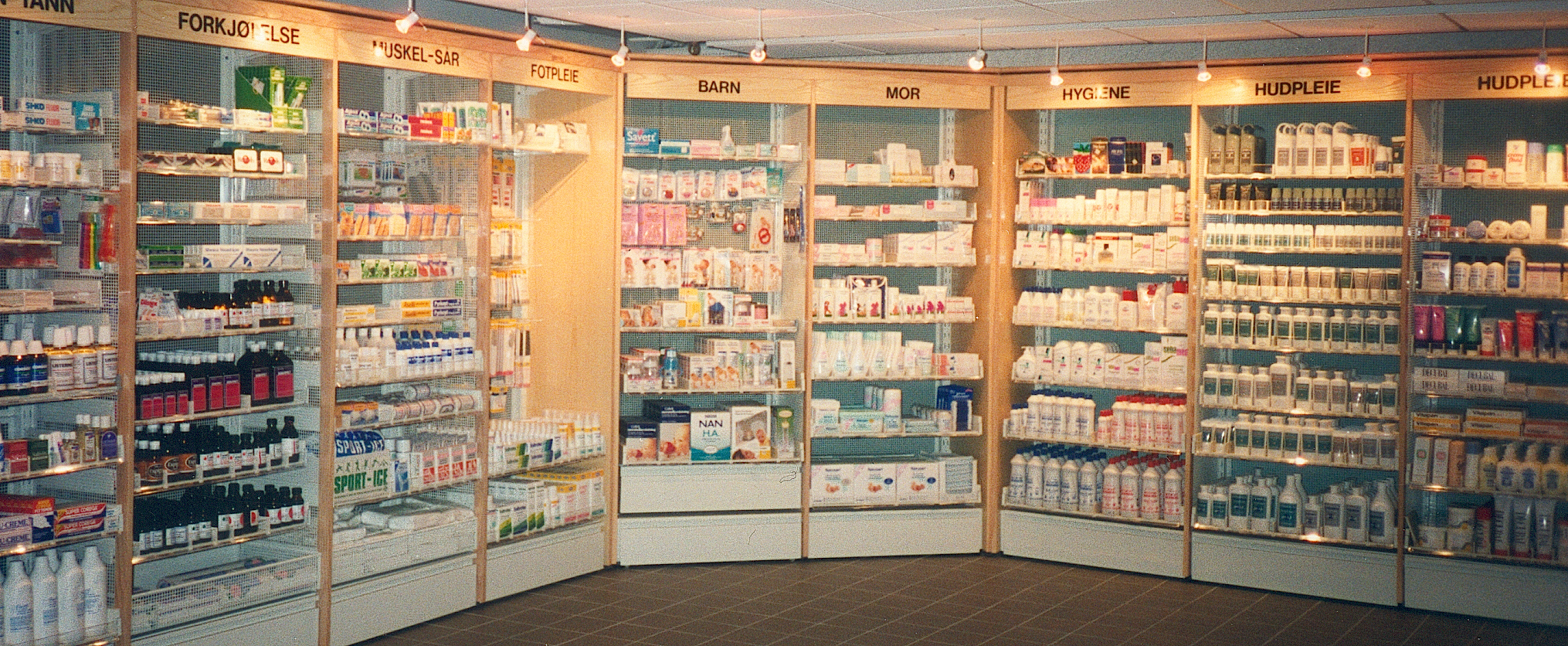
Estanterías de una oficina de farmacia.

Posteriormente, en la década de los 80-90, se ha regulado más el carácter asistencial del farmacéutico de oficina de farmacia y hoy en día ha conseguido unos estándares aceptables, en parte por el desarrollo de la Atención Farmacéutica en el ámbito de la Farmacia Hospitalaria. La Farmacia Hospitalaria representaría a partir de la década de los setenta, cuando se generalizó la presencia de Servicios de Farmacia en los hospitales españoles, un enorme empuje cualitativo a la actividad profesional del farmacéutico desarrollándose sus vertientes más sanitarias como la información de medicamentos, la educación al paciente, la farmacovigilancia, la monitorización de niveles plasmáticos de fármacos (aplicación de la farmacocinética que se estudiaba de forma generalizada en las facultades de Farmacia) y su potente influencia en la racionalización del consumo de medicamentos en el ámbito hospitalario a través de la selección de fármacos y la compra directa de ellos por parte de los hospitales (ahorrándose el sistema sanitario el margen de distribuidores y de oficinas de farmacia; y no pagando nada el paciente por los medicamentos hospitalarios). La Farmacia clínica es reconocida como la principal actividad de los servicios de farmacia hospitalaria y se adapta hacia la Atención Farmacéutica que se implantaría en las actuales oficinas de farmacia. La Sociedad Española de Farmacia Hospitalaria (SEFH) ejerce un fuerte influencia en la política farmacéutica en las últimas décadas del s. XX incrementando la calidad de la farmacoterapia y alcanzando cotas insospechadas, unas décadas antes, de uso racional de los mismos en los hospitales españoles. 
De forma complementaria, la clásica Farmacia Galénica (con un alto contenido de Biofarmacia y Farmacocinética) recobra un protagonismo especial a finales del s. XX como necesidad de encontrar nuevas formas farmacéuticas capaces de administrar las nuevas terapias biológicas (proteínas, genes, células, etc.).

### Industria farmacéutica

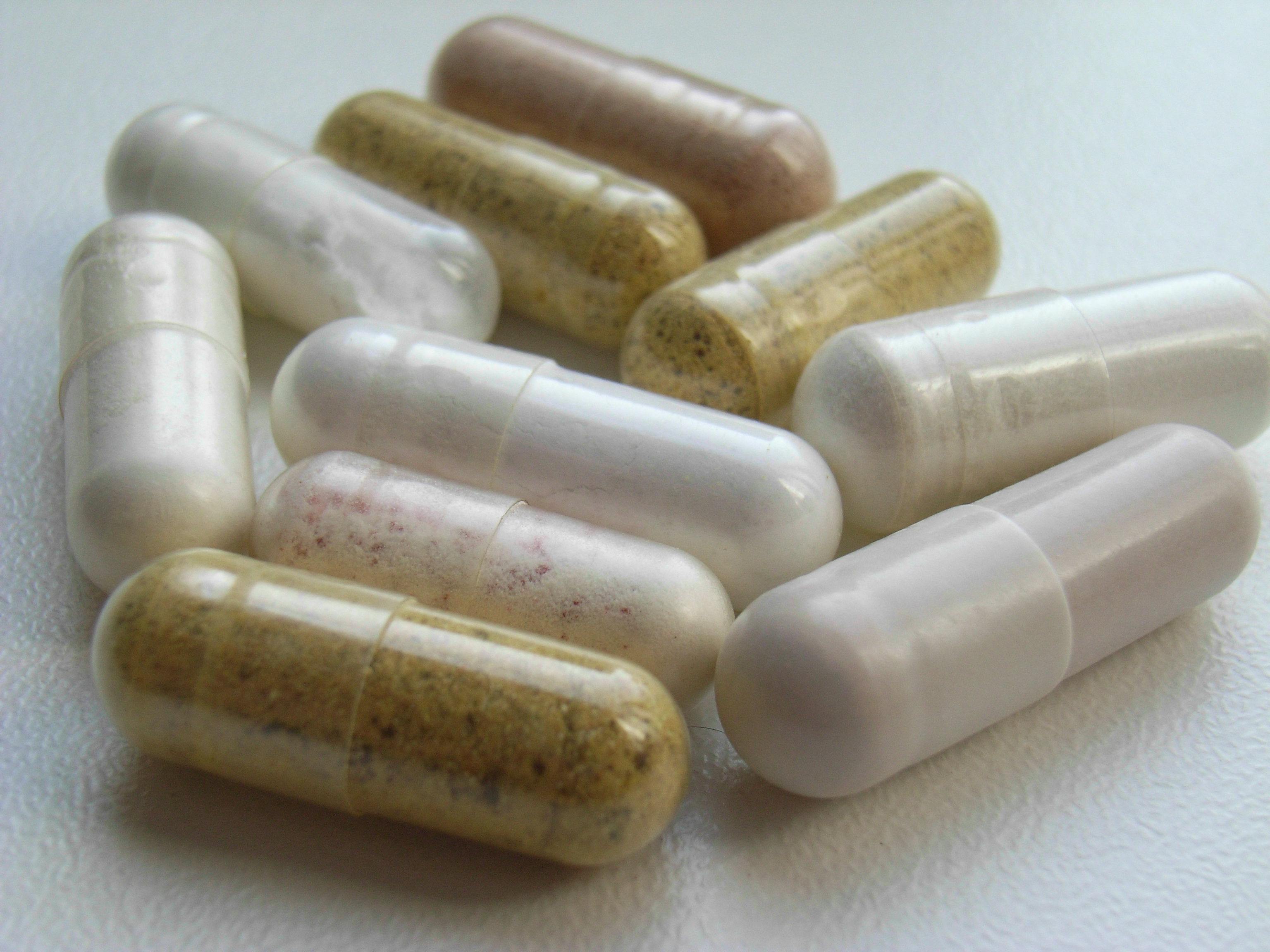
Forma farmacéutica: cápsulas.

La industria farmacéutica española, a finales del s. XIX y principios del s. XX probablemente debido a la decadencia económica y social no pudo recuperar el terreno perdido que otros países habían ganado (Francia, Alemania, Inglaterra) con el desarrollo de una potente industria farmacéutica. EL único laboratorio de la postguerra civil que tenía un buen nivel científico y empresarial era el Instituto de Biología y Sueroterapia (IBYS). Durante la época franquista España era un mercado con muchas posibilidades de expansión para la industria farmacéutica internacional y nacional pero el nacionalismo imperante propugnó una expropiación, en los años 50, de las grandes multinacionales alemanas existentes en el país antes la guerra civil. Surgieron de esta forma CEPA, Explosivos y Cros, y el Instituto Español de Farmacología (IEF) vinculado al recién creado Consejo Superior de Investigaciones Científicas (CSIC). Esta estrategia no dio resultado científico ni empresarial, salvo el impulso académico del IEF en el ámbito de la fisiología. La falta de inversión en investigación y las políticas entre multinacionales y la patronal (farmaindustria, recién creada) y la Administración Española convirtieron a España en un mercado para comercializar medicamentos pero en detrimento de todo atisbo de investigación científica y farmacéutica.
Los años 1950 a 1970 son más bien anémicos en cuanto a ciencia farmacéutica se refiere (con la posible excepción de los farmacéuticos dedicados a la Química, ya que durante la primera mitad del s. XX había una excelente escuela de químicos españoles; destacan nombres como Enrique Gutiérrez Ríos y Manuel Lora-Tamayo o a la Bioquímica como Manuel Losada Villasante o Ángel Santos Ruiz). Posteriormente, Farmaindustria sí apoyaría el desarrollo y la investigación de las grandes multinacionales en España (la industria es muy sensible al entorno regulador y se adapta rápidamente). Tanto las grandes empresas farmacéuticas (esta época es la de mayor esplendor de las multinacionales como centros de producción masiva de medicamentos) como las nacionales (originadas en su mayoría por farmacéuticos emprendedores) empleaban a farmacéuticos como responsables de la producción y desarrollo de medicamentos.